# ヒューマンビートボックス
ヒューマンビートボックス（Humanbeatbox）は、人間の発話器官を使ってビートボックス（ドラムマシン）のように音楽を創りだす音楽表現の形態の一つである。略称はビートボックス、あるいはHumanBeatBoxという英語の頭文字を取ってHBB、また若しくはBeatBoXからBBXと略字で表記する場合もある。演奏者はビートボクサーと呼ばれ、通常は本名ではなくステージネームで呼ばれる。

## 定義

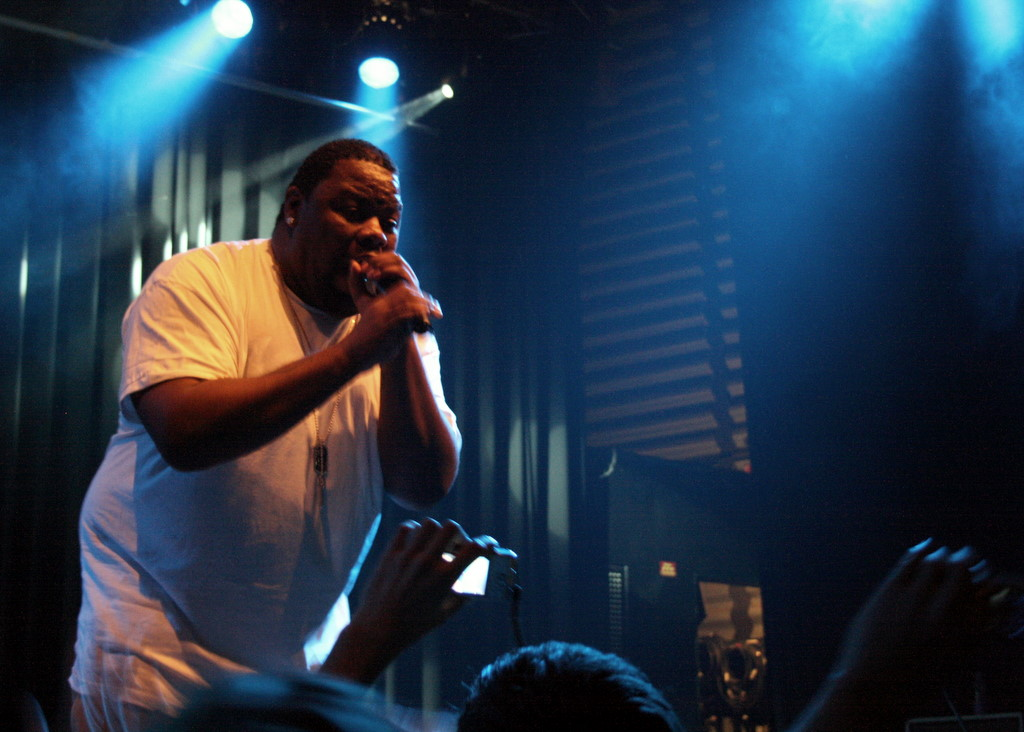
ビートボックスを披露するビズ・マーキー

一人または複数の人間の発話器官を使って音楽を創りだす新たな音楽表現の形態の一つであり、ニューヨークのストリートカルチャーを発祥としている。マイクロフォンやアンプなどの拡声装置やサンプラーやループステーションといった多重録音機等の電子機器を用いることがあり、楽器や様々な装置の模倣音だけでなく人間由来の独自の音まで、様々な音を素材としている。
マイクロフォンは単なる集音ではなく、近接効果や吹かれなどの効果を利用するために使われる場合がある（マイクロフォンは楽器扱いでもある。）。

## 解説

### 概念形成の現状
世界初のヒューマンビートボックスの専門書『Human Beatbox-Personal Instrument-』（日本版未刊行）の著者Patryk Matelaによれば、「ヒューマンビートボックスは、発声器官のみを使用して、リズムのあるドラムサウンド、メロディーまたは模倣した楽器を創りだす芸術である。これは、単語の子音または母音だけでなく、非言語音も使用する歌唱法の最先端の方法である」とされている。
その中で、同じ出し方の同じ音でもそれぞれの口の大きさや唇の厚さ、肺活量などのいろいろな要素によってその人固有の音となるところもひとつの醍醐味である。
具体的な表現事例としては、レコードのスクラッチ音や、ベース音、リズムマシンのミキシングによる音色の加工や変化などを再現したブレイクビーツを一人で作り上げたり、動物の鳴き声、風の音、機械の作動音などの様々な直接的模倣音を使い、何らかのストーリー性を感じさせる演奏をグループでおこなったりする例が多く見られる。また、これらの演奏に歌やセリフなどの言語音がそのまま加えられることもある。一般的には、DJが用いる「ビートボックス」と呼ばれるリズムマシンによる音を人間の声で模倣したことに由来すると言われているヒューマンビートボックスであるが、日進月歩でその表現技法は発展を遂げており、単なる模倣の文化から、独自の音楽表現の領域として欧米諸国ではその概念が確立されつつある。一方、日本国内では、2014（平成26）年度に、ヒューマンビートボックスの公的研究として『音楽表現の新たな素材としてのヒューマンビートボックスに関する基礎研究』（科学研究費基盤研究（C）2637019）が初採択され、学術的な研究領域として徐々に認知されるようになった。なお、世界的な潮流と日本におけるヒューマンビートボックスの萌芽期に関しては、『日本におけるヒューマンビートボックスの概念形成～世界的な潮流と日本人ビートボクサー“Afra”との関わりから～』で詳述されている。

### 起源
起源に関しては、ヒューマンビートボックスの概念規定によって諸説が混交としていたが、近年では適切な捉え方が進んでいる。例えば、ヒューマンビートボックスはストリートカルチャーが発祥であるという前提に立つならば、アメリカ合衆国で1930年代に出現した簡易な楽器とボーカルによるドゥーワップが始まりとなり、1985年にDoug E.Freshは自身が1982年に最初にこの音楽表現を始めたと語っており、「La Di Da Di」が最古の録音と捉えることができる。 一方、The Fat Boys（1982～1991，2008～）のメンバーの一人Buffyは、1975年に始めたと主張している。ただし、両者の主張は録音録画に基づくものではなく、あくまでも元祖を主張する二人という捉え方をすべきである。
また、音の模倣ということにだけに着目するならば、「ビートボックスは1970年代半ばに発明されたものではなく、 文明の幕開けから人間は、音を使ってコミュニケーションをとり、危険や宗教的な目的について警告してきた。音楽や歌のような音の芸術が登場するとすぐに、音を模倣する技術はいろいろな形をとっていった。」とする前述書のPatryk Matelaの指摘も的を射ていると言える。

### 日本人初のビートボクサーの誕生と日本国内での概念形成
日本人初のビートボクサーは、AFRA（本名：藤岡章）である。AFRAは、日本国内で“ボイパ”（ボイス・パーカッション）という言葉しか知られていなかった2000年7月10日に、ニューヨークのセントラルパークで毎年開催される音楽イベント“Summer Stage”に日本人初のビートボクサーとして出演した。その後、AFRAは2003年に活動の拠点を日本に移し、FUJI XEROXのテレビCMに出演した。このテレビCMは、ビートボクサーを全く知らない人たちに、ヒューマンビートボックスという音楽表現の存在が認知されるきっかけを与えたとされる。
なお、ボイスパーカッションとヒューマンビートボックスは、どちらも既存の楽器の音を模倣した言語音を使ったり、直接的模倣音を使ったりするため、日本国内ではこれらが混同される場合が少なくない。特に、日本においては、ア・カペラ・グループの演奏を競い合うテレビ番組の中で、「ボイスパーカッション」という呼称やその表現が先行して広まったこともあり、ボイス・パーカッションとヒューマンビートボックスが定義の上で混用される例も多い。しかし、ヒューマンビートボックスの世界大会である、BEATBOX BATTLE WORLD CHAMPIONSHIPなどの場に於いては、ボイスパーカッションという呼称は「ハモネプ」で生まれた言葉であったため、理解されないことも多く、日本におけるボイス・パーカッションの概念は、海外ではボーカルパーカッションあるいは、ヒューマンビートボックスとして理解されている。

### ボイス・パーカッションとヒューマンビートボックスの相違
河本洋一（2019）は、“ボイパ”は「演奏の中で打楽器のような音を口で発する技術とそれを担う人」という概念であるのに対し、ヒューマンビートボックスは「様々な音を発する技術に加え単独を基本とする演奏スタイル」という概念であるという考え方を示している。ただしボイスパーカッションとヒューマンビートボックスはMatela（2014）も指摘しているように、成立した歴史的な背景が異なる。

## 主な技術・音
※アウトワード→息を吐いて出す 以下「O」※インワード→息を吸って出す 以下「I」
※ノーワード→息を吐いたり吸ったりせずに舌を弾いたりして出す 以下「N」

### ドラム系
- バスドラム[19]（O、I、N[喉バス[20]も含む]）※基礎音のひとつ
- バススネア[21]（O）※四つ打ちビートに多用
- ハイハットシンバル[22]（O［オープン、スプラッシュ[23]］、I、N［クローズ、舌打ちハイハット］）※基礎音のひとつ
- Pスネア[24][25]（O、I、N）※基礎音のひとつ
- Kスネア[26][27]（O、I、N）※基礎音のひとつ
- Dスネア[28]（O）※ヂー（ジー）と強く発音する
- コフスネア[29]（O）※バスドラム＋Kスネア
- 有声スネア[30]（O）※「ンッ」や「トゥフ」などさまざまな発音がある
- リムスネア[31]（I、N）
- リムショット[32][33]（O、I、N）※高速ビートに多用される
- タム[34]（N）※有声音

### その他楽器系
- シンセサイザー[35]（O）※歯と唇（舌）の間に鼻濁音を通す音
- トランペット[36]（O）
- ハーモニカ[37]（O）
- サックス[38]（O）
- チューバ[39]（O）
- シンフォニー[40]（O）※SHOW-GOの代名詞といえる
- ヴァイオリン[41]（O）
- エレキギター[42]（I）
- コンガ[43]（N）※舌で空気を弾き出したりすることで発音
- 琴[44]（O、I）
- 二胡（O）※Fuga{Rofu}が2021年開催のGBBにて披露したこともある〈モニター残り時間40秒ぐらいから〉[45]

### ベース系
- 喉ベース[46]（O）※喉を振動させることによって繰り出される低音。HIKAKINの「ブンブンハローユーチューブ」に使われる。
- バイブレーションベース[47]（O）
- リップベース[48]（O）※唇を締めて空気を吐き、唇を振動させる
- ノイズベース[49]（O）
- エイリアンベース[50]（O）
- スラップベース[51]（O）
- チェストベース[52]（O）
- fartベース[53]（O）※上唇だけを振動させる

- アウトワードサブベース（O）
- STAR SKY BASS[54]（O）※うがいをしているかのような音。口蓋垂（〇どちんこ）を揺らすことでできる。
- インワードベース[55]（I）
- インワードリップベース[56]（I）通称：ボー　※顎を下げ息を吸い、唇の端を振動させる。トップクラスの低音技。
- インワードサブベース（I）

### 特殊音系

#### ・スクラッチ系
- クラブスクラッチ[57]（I）※手を曲げ親指と人差し指の接触面から息を吸う音
- バブルスクラッチ[58]（I）※HIKAKINの代名詞。ジッパーと吸う巻き舌の混合技
- ボイススクラッチ[59]（O）※声を使ったスクラッチ音
- 喉バススクラッチ（O→I）
- エアースクラッチ[60]（O）※吐く空気を下唇を動かすことによって音を変化させる
- シンセサイザースクラッチ[61]（O→I）※シンセサイザーの息を吐く、吸うを繰り返す
- リバーススクラッチ[62]（O→I）※唇を使う
- フロッグスクラッチ[63]（N）※舌先を上顎につけ、舌を後ろへ引くことでカエルの鳴き声のような音を出す

#### ・その他（効果音系含む）
- ジッパー[64]（I）※唇を締めて息を吸い、唇を振動させる。リップベースの息を吸う版のようなイメージ。
- Spitスネア[65]［ハンドクラップ］（N）※口を閉じ、口腔内の空気を舌で押し出す。HIRO｛Rofu｝やSHOW-GOも多用。
- クリック[66]（N）※舌先を上顎につけ、弾く
- ホロークロップ[67]（N）※舌を下顎に打ちつける
- 吐く巻き舌[68]（O）※ビートの細かな間に使われることもある。（吸う巻き舌も同様）
- 吸う巻き舌[69]（I）※遺伝で習得時間に差が出てくることがあると言われている
- サイレン[70]（O、I）※シンセサイザーと音自体は似ているが、出し方の原理は違う
- ウォータードロップ[71]（N）※舌で口腔内の空気を押し出し、ポワンと音を出す。手を使うビートボクサーもいる。
- ダブルボイス[72]（O、I）※SHOW‐GOの代名詞
- テニスボールサウンド[73]（N）※テニスボールの「パカッ」というような音
- パフパフサウンド（O）※Fuga｛Rofu｝が多用。裏声でパフパフ（パへパへ）という
- フェーンサウンド（O）※Fugaが多用
- インワードドラッグ[74]（I）※息を吸ったときの摩擦音を利用した音。ビート中の息継ぎとしても有効な音である。
- サンバホイッスル[75]（O）※口腔内で舌で筒を作り、地声を出すことで
- バードサウンド[76]（O）※鳥のさえずりのような音
- Hutch Squeak[77] (N)　※「チュ」というような音から、チュチュサウンドとも呼ばれる
- マシンガンサウンド[78]（N）※プタプタというような音
- ダックサウンド[79]（O）※Kスネアの位置で息を吐き、振動させることで某アヒルの鳴き声のような音を出す
- Meowサウンド[80]（N）
- ハウリングホロー[81]（O）※ホーというような音
- サッカーパンチ[82]（I）※「サッカー」はスポーツの「Soccer」ではなく、吸盤を表す「Sucker」高速ビートに多用。
- ODベース[83]（O）※コンガの音の後に即座に吐く巻き舌をすることで出す
- 喉笛[84]（O）
- 歯笛[85]（O）※Fugaが多用している
- リバース[86]（I）
- POHスネア[87]（O）※クラブスクラッチと同じような音を舌と歯に息を吐いて出す
- レーザー[88]（O）※RUSY｛SARUKANI｝の得意技
- デジタルボイス[89]（O）

### 応用系

#### ・ロール系
- リムロール[90]
- クリックロール[91]
- タムロール[92]
- インワードリップロール[93]
- バベリロール[94]　※吐く巻き舌の応用技
- ハイハットロール
- SLIZZERロール[95]

#### ・その他応用技
- ダブルPスネア[96]（O）
- ダブルKスネア[97]（N）※リムショットの後にできるだけ狭い間隔でKスネアをうつ
- ダブルリム[98]（N）
- tkKテクニック[99][100]（N）※リムロールに多用される。t：クローズハイハットシンバル

### その他表現技法やルーティーン
- 高速ビート　※Daichiの「あつく」というだけのビートが有名[101]。いろいろな技を使った高速ビートがある。
- ハミングビート[102]　※鼻歌とビートを同時に奏でる技法
- フィルター[103]　※口をすぼめるなどして、ビートをこもらせる技法。単体技としてはmomimaruのフィルターが有名[104]。
- 8ビート[105]
- 16ビート[106]
- ドラムンベース[107]　※ルーティーン（B B P tktkB P）B：バスドラム　P：Pスネア
- ダブステップ[108]　※ルーティーン